# Porvoo
Porvoo (på svensk: Borgå) er en by i det sydlige Finland med et indbyggertal på 51.464 (2024). Byen ligger tæt ved kysten til Den Finske Bugt og ca. 50 kilometer øst for landets hovedstad Helsinki.
I 1998-2010 var Porvoo en del af landskabet Östra Nyland og af Sydfinlands len. Fra 2011 er kommunen en del af landskabet Nyland. Kommunen og landskabet hører administrativt under Sydfinlands regionsforvaltning.
Porvoo blev grundlagt omkring år 1380 og er venskabsby med den danske by Viborg.
Nabokommunerne er Askola, Loviisa, Myrskylä og Pornainen Sipoo.
Byen er kendt for Runebergtærte.